# Gladys Glad
Pour les articles homonymes, voir Glad.
Gladys Glad (1907-1983) est une showgirl et une danseuse de revue américaine, Ziegfeld Girl.

## Biographie
En 1926, elle remporte un concours de beauté parrainé par le Daily News. Elle est engagée par Florenz Ziegfeld, Jr.; Elle apparait dans The Greenwich Village Follies en mars 1926, dans No Foolin ! en juin 1926 au Globe Theatre, dans Rio Rita en février 1927, dans Rosalie en janvier 1928, dans Whoopee en décembre 1928 avec Eddie Cantor , dans Ziegfeld Midnight Frolic en 1929 et dans The Follies Girl of 1931 le dernier spectacle de Gladys Glad. 
Gladys Glad et Dolores sont les modèles les mieux payés de Zieggy, près de 500 $/semaine
En 1931, Gladys Glad, son mari Mark Hellinger et un groupe d'amis se détendent sur le yacht de Harry Richman au large de Greenport, Long Island, lorsque le moteur explose. Les Hellingers en sortent indemnes, mais son amie et collègue Helen Walsh est gravement brûlée et décède quelques jours plus tard des suites de ses blessures,,.
Dans les années 1930, elle écrit une chronique de conseils beauté pour le Daily News.
En 1933, elle est l'une des juges du concours Miss America.
En 1952, elle commande et écrit l'introduction du livre de Jim Bishop, The Mark Hellinger Story: A Biography of Broadway and Hollywood.

## Vie privée
Le 11 juillet 1929, elle épouse le chroniqueur Mark Hellinger, l'un des juges du concours de beauté parrainé par le Daily News de 1926. Elle divorce en 1932, mais après un an, ils se remarient à la même date que leur mariage d'origine, et ils restent mariés jusqu'à la mort de Hellinger en 1947. Le couple adopte deux enfants au début des années 1940.
En décembre 1948, Gladys épouse le réalisateur de Toronto Arthur Gottlieb.
Elle est inhumée aux côtés de Hellinger dans un mausolée privé au Sleepy Hollow Cemetery à Sleepy Hollow, New York.